# Lee Miller (calciatore)
Lee Adamson Miller (Lanark, 18 maggio 1983) è un ex calciatore scozzese, di ruolo attaccante.

## Carriera
Il 3 giugno 2005 è stato acquistato dal Dundee Utd.

## Palmarès

### Club

#### Competizioni nazionali
- Scottish Championship: 1

Falkirk: 2002-2003